# Macropiper
Macropiper, rod paparovki učestalo uključivan u rod Piper.
Postoji 13 vrsta koje rastu pretežno po otocima u Pacifiku, te Novom Zelandu i Australiji.

## Vrste
1. Macropiper excelsum (G.Forst.) Miq.
2. Macropiper guahamense (C.DC.) A.C.Sm.
3. Macropiper hooglandii I.Hutton & P.S.Green
4. Macropiper kandavuense (A.C.Sm.) A.C.Sm.
5. Macropiper latifolium (L.f.) Miq.
6. Macropiper melanostachyum (C.DC.) A.C.Sm.
7. Macropiper melchior Sykes
8. Macropiper methysticum (G.Forst.) Hook. & Arn.
9. Macropiper oxycarpum (C.DC.) A.C.Sm.
10. Macropiper puberulum Benth.
11. Macropiper reinwardtianum Miq.
12. Macropiper timothianum (A.C.Sm.) A.C.Sm.
13. Macropiper vitiense (A.C.Sm.) A.C.Sm.

## Sinonimi
- Anderssoniopiper Trel.; Proc. Am. Phil. Soc. 73: 329 (1934)